# هاینکل هادی ۳۷
اچ‌دی-۳۷ هاینکل (به انگلیسی: Heinkel_HD_37) یک هواگرد از نوع جنگنده ساخت شرکت هاینکل، TsKB است. هواگرد اچ‌دی-۳۷ هاینکل نخستین پروازش را در ۱۹۲۸ میلادی انجام داد. در مجموع، تعداد ۱۳۴+ فروند از این هواگرد ساخته شده‌است.